# Балтазар (футболіст)
Освальдо да Сільва, відомий як Балтазар (порт. Oswaldo da Silva (Baltazar), 14 січня 1926, Сантус — 25 березня 1997, Сан-Паулу) — бразильський футболіст, що грав на позиції нападника, зокрема, за клуб «Корінтіанс», а також національну збірну Бразилії.
Триразовий переможець Ліги Пауліста. 

## Клубна кар'єра
У футболі дебютував 1943 року виступами за команду «Уніао Монте Алегре». 
Протягом 1944—1946 років захищав кольори команди клубу «Жабакуара».
Своєю грою за останню команду привернув увагу представників тренерського штабу клубу «Корінтіанс», до складу якого приєднався 1946 року. Відіграв за команду з Сан-Паулу наступні одинадцять сезонів своєї ігрової кар'єри. Більшість часу, проведеного у складі «Корінтіанс», був основним гравцем атакувальної ланки команди. У складі «Корінтіанс» був одним з головних бомбардирів команди, маючи середню результативність на рівні 0,66 голу за гру першості.
Згодом з 1957 по 1959 рік грав у складі команд «Жувентус» (Сан-Паулу) та «Жабакуара».
Завершив професійну ігрову кар'єру у клубі «Уніао Пауліста», за команду якого виступав протягом 1959 року.

## Виступи за збірну
1950 року дебютував в офіційних матчах у складі національної збірної Бразилії. Протягом кар'єри у національній команді провів у її формі 29 матчів, забивши 17 голів.
У складі збірної був учасником двох чемпіонатів світу:
- 1950 року у Бразилії, де разом з командою здобув «срібло», зігравши з Мексикою (4-0)[3] і Швейцарією (2-2)[4], в кожному з матчів забив по одному голу;
- 1954 року у Швейцарії, де зіграв з Мексикою (5-0)[5] і Югославією (1-1)[6]. У першому матчі на його рахунку гол.

У складі збірної був учасником Чемпіонату Південної Америки 1953 року у Перу, де разом з командою здобув «срібло», Чемпіонату Південної Америки 1956 року в Уругваї.
Помер 25 березня 1997 року на 72-му році життя у місті Сан-Паулу.

## Титули і досягнення
- Переможець Ліги Пауліста (3):

«Корінтіанс»: 1951, 1952, 1954
- Віце-чемпіон світу: 1950
- Переможець Панамериканського чемпіонату: 1952
- Срібний призер Чемпіонату Південної Америки: 1953